# جيم ديفلن (لاعب كرة قاعدة أمريكي)
جيم ديفلن (بالإنجليزية: Jim Devlin)‏ هو لاعب كرة قاعدة أمريكي، ولد في 25 أغسطس 1922، وتوفي في 15 يناير 2004.

## وصلات خارجية
- جيم ديفلن (لاعب كرة قاعدة أمريكي) على موقعبيزبول رفرنس.كوم (الدوري الرئيسي) (الإنجليزية)